# 木卫八
木卫八又稱為「帕西法爾」(Pasiphae)，是环绕木星运行的一颗卫星。

## 概述
木衛八帕西法爾，直徑68公里，是一顆逆行的不規則衛星，他是在1908年被菲利伯特·梅洛特發現，由希臘神話中的帕西法爾命名。
木衛八直到1975年才有正式的名稱（帕西法爾），在那之前，人們只叫它木星VIII。

## 軌道

木星的不規則衛星

木衛八屬於帕西法爾群，因此不但它的離心率很高而且軌道也極為的傾斜，帕西法爾群離木星距離22.8到24.1百萬公里不等，而它們偏離黃道面144.5°到158.3°之間。